# Hugo Manos
Pour les articles homonymes, voir Manos.
Hugo Skliris, connu sous le nom d'Hugo Manos, né le 22 avril 1988 à Drancy, est un entrepreneur, chroniqueur et influenceur français.

## Biographie

### Enfance, jeunesse et débuts
Né en 1988 à Drancy d'un père d'origine grecque gérant d'une boutique de reptiles à Paris et d'une mère inspectrice des impôts, Hugo Manos grandit à Clichy-sous-Bois,. Durant sa scolarité, il est victime d'homophobie répétée.
Après son baccalauréat, non retenu à des sélections en vue d'être steward, le jeune homme s'oriente vers un emploi de vendeur dans une boutique Claudie Pierlot. Pendant sept années, il évoluera dans l'entreprise au gré de plusieurs promotions, l'amenant à la fonction de directeur commercial régional,,.
Adepte de la musculation à la suite du harcèlement subi durant sa jeunesse, il crée en 2016 aux côtés de deux amis un concept de salles de sport spécialisées dans l'électrostimulation, avec trois implantations en région parisienne,.

### Carrière médiatique
En 2017, il succède à Fabrice Sopoglian en tant que parrain des candidats du programme Les Vacances des anges 2 diffusé sur NRJ12 et tourné en Crète, ses origines impliquant son recrutement pour cette saison précise,,. C'est à ce moment-là qu'il prend pour nom son deuxième prénom,.
Cette première expérience audiovisuelle développe sa notoriété, impliquant une croissance de son nombre d'abonnés sur les réseaux sociaux, notamment Instagram,. Au fil des années, il y poste assidument des photos de lui, dévoilant régulièrement sa plastique entretenue par du sport pratiqué quotidiennement ainsi qu'avec de la médecine esthétique,,. Cette visibilité, renforcée par l'annonce de sa relation débutée en 2018 avec l'animateur Laurent Ruquier, fait de lui un influenceur tout en lui permettant de diversifier sa carrière, avec notamment des apparitions télévisuelles régulières.
Début 2022, il intègre en tant que chroniqueur l'émission hebdomadaire TPMP People diffusée sur C8,, puis le Francilien réalise plusieurs apparitions dans le même rôle au sein de l'émission Touche pas à mon poste !, diffusée aussi sur C8,. Durant cette même année, il participe au jeu télévisé Fort Boyard,.
Début 2023, Hugo Manos n'apparaît plus dans TPMP People et déclare avoir fermé ses salles de sport. Il est invité au sein de plusieurs émissions télévisées, avec Les Enfants de la télé et La Chanson Secrète notamment,.
En 2024, il prend part à la troisième saison du jeu estival Les Traîtres sur M6,. Avec son compagnon Laurent Ruquier, ils remportent le jeu. Pour la 4e saison, le Français rejoint Juju Fitcats à la présentation de l'émission Les Traîtres, révélations sur la suite…, diffusée en suivant des épisodes du jeu.

## Vie privée

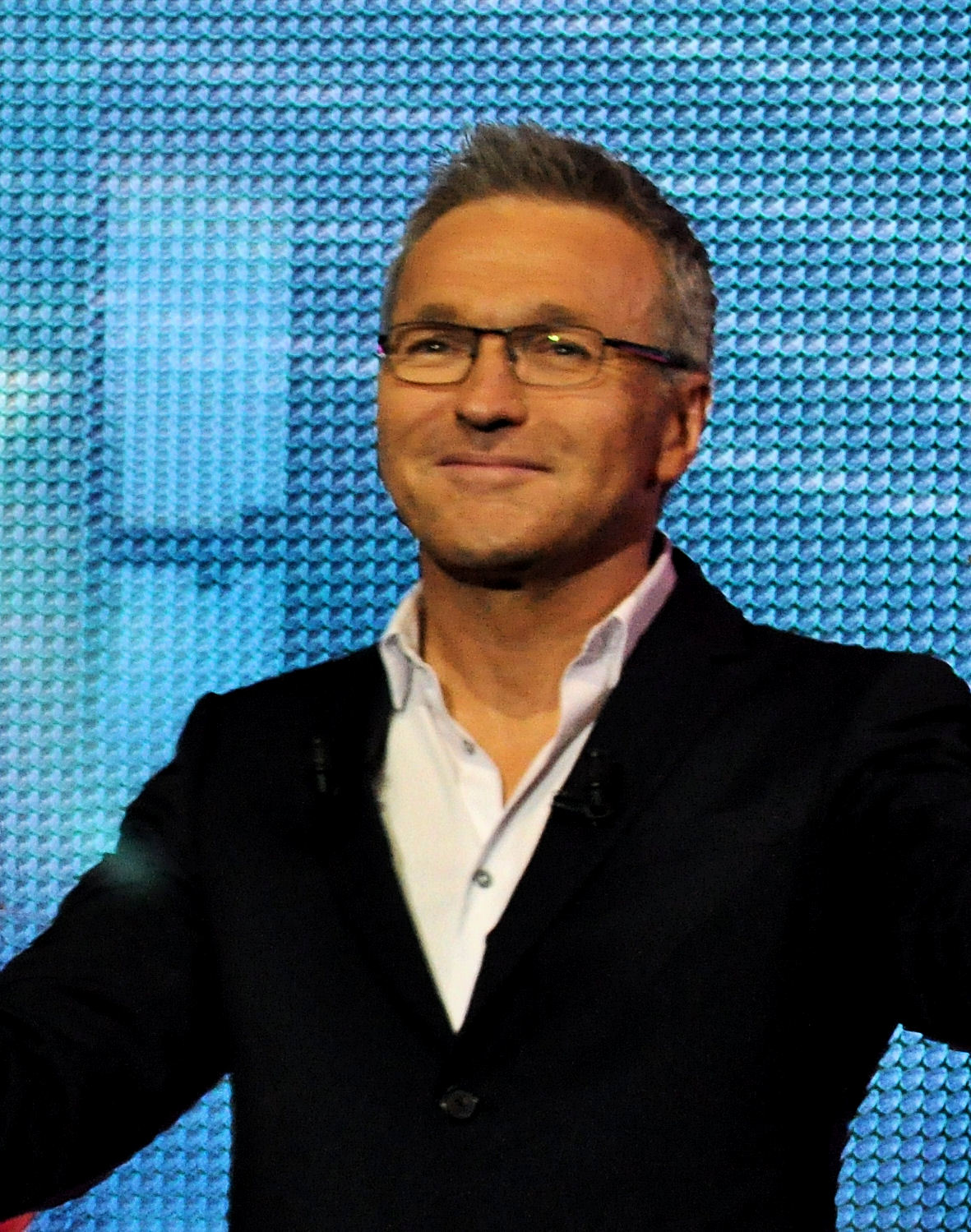
Laurent Ruquier est le compagnon d'Hugo Manos à partir de 2018.

Hugo Manos est en couple avec l'animateur Laurent Ruquier à partir de 2018. Il annonce en mars 2025 la fin de leur relation,.

## Activités audiovisuelles

### Télévision

#### Animateur
- 2025 : Les Traîtres, révélations sur la suite…  sur M6.

#### Chroniqueur
- 2022 : TPMP People sur C8
- 2022 - 2023 : Touche pas à mon poste ! sur C8.

#### Participant / candidat
- 2017 : Les Vacances des anges (Saison 2 : Bienvenue chez les Grecs) sur NRJ 12
- 2022 : Fort Boyard sur France 2
- 2024 : Les Traîtres sur M6.